# Tanja Schirmeister
Tanja Schirmeister (* 1963) ist eine deutsche Pharmazeutin.
Schirmeister studierte von 1982 bis 1987 Pharmazie an der Albert-Ludwigs-Universität Freiburg. Nach Absolvierung des Apotheker-Praktikum erhielt sie 1988 die Approbation als Apothekerin. Danach war sie wissenschaftliche Angestellte im Institut für Pharmazeutische Chemie der Universität Freiburg und wurde dort 1993 bei Hans-Hartwig Otto summa cum laude promoviert (Enzymatische Hydrolyse E/Z-diastereotoper Diester und E/Z-diastereomerer Monoester). Die Dissertation erhielt den Carl-Wilhelm-Scheele-Preis der Deutschen Pharmazeutischen Gesellschaft. 1999 wurde sie ebenfalls an der Universität Freiburg bei August Wilhelm Frahm (Synthese, In-vitro-Testung und Struktur-Wirkungs-Beziehungen neuer peptidischer Cystein-Protease-Inhibitoren: Die Bedeutung von Aziridindicarbonsäure-Bausteinen) habilitiert und zur Privatdozentin ernannt. 2000 hatte sie Lehraufträge in Freiburg und Heidelberg und wurde zur Professorin für Pharmazeutische Chemie an der Universität Würzburg berufen. 2010 wurde sie Professorin und Lehrstuhlinhaberin für Pharmazeutische und Medizinische Chemie an der Johannes Gutenberg-Universität Mainz (Institut für Pharmazie und Biochemie).
2017 erhielt sie mit Carsten Schmuck und Peter Wich (zu der Zeit Junior-Professor an der Universität Mainz) den Literaturpreis des Fonds der Chemischen Industrie für ihre Bearbeitung der Neuauflage des klassischen  Beyer-Walter Lehrbuch der Organischen Chemie.
Sie ist seit 2004 Mitglied der Sachverständigenkommission Pharmazeutische Analytik beim  Institut für medizinische und pharmazeutische Prüfungsfragen (IMPP) in Mainz.

## Schriften
- mit Carsten Schmuck und Peter Wich (Bearbeiter): Beyer/Walter Lehrbuch der Organischen Chemie, 25. Auflage, Hirzel 2016
- mit Carsten Schmuck, Bernd Engels, Reinhold Fink: Chemie für Mediziner, Pearson 2008, 2017